# Campeonato Chileno de Futebol de 2011 - Segunda Divisão
O Campeonato Chileno de Futebol de Segunda Divisão de 2011 (oficialmente Campeonato Nacional de Primera B "del Bicentenario" de la Asociación Nacional de Fútbol Profesional de Chile 2011) foi a 61ª edição do campeonato do futebol do Chile, segunda divisão, no formato "Primera B". Os 14 clubes jogam em turno no "Apertura" e depois returno no "Clausura". O campeão da tabela anual (soma dos dois torneios) e o vencedor entre os dois "campeões" de turno e returno são promovidos para o Campeonato Chileno de Futebol de 2012. Os dois subsequentes da tabela anual jogariam partidas de ida e volta com os antepenúltimos colocados (Club de Deportes Unión San Felipe e Club de Deportes Santiago Wanderers). O último colocado era rebaixado para a Segunda División Profesional de 2012, novo terceiro escalão do futebol chileno.

## Participantes
| Equipe                                        | Cidade       | Região                           | No ano anterior                                                      | Estádio                                  | Capacidade | Títulos                      | Participações |
| --------------------------------------------- | ------------ | -------------------------------- | -------------------------------------------------------------------- | ---------------------------------------- | ---------- | ---------------------------- | ------------- |
| Club de Deportes Copiapó                      | Copiapó      | Região de Atacama                | Décimo Terceiro Lugar                                                | Estádio Luis Valenzuela Hermosilla       | 8.000      | 0 (não possui)               | 9             |
| Club Deportivo San Marcos de Arica            | Arica        | Região de Arica e Parinacota     | Décimo Primeiro Lugar                                                | Estádio Carlos Dittborn                  | 10.000     | 1 (1981)                     | 29            |
| Club de Deportes Puerto Montt                 | Puerto Montt | Região de Los Lagos              | Sétimo Lugar (Hexagonal)                                             | Estádio Regional de Chinquihue           | 5.300      | 1 (2002)                     | 19            |
| Club de Deportes Lota Schwager                | Coronel      | Região de Bío-Bío                | Oitavo Lugar (Hexagonal)                                             | Estádio Municipal Federico Schwager      | 18.500     | 2 (1969, 1986)               | 27            |
| Club de Deportes Coquimbo Unido               | Coquimbo     | Região de Coquimbo               | Décimo Segundo Lugar                                                 | Estádio La Pampilla                      | ---        | 2 (1962, 1977)               | 28            |
| Club Social y de Deportes Concepción          | Concepción   | Região de Bío-Bío                | Sexto Lugar (Hexagonal)                                              | Estádio Municipal de Concepción          | 35.000     | 2 (1967, 1994)               | 10            |
| Club de Deportes Naval                        | Talcahuano   | Região de Bío-Bío                | Nono Lugar                                                           | Estádio El Morro                         | 7.152      | 0 (não possui)               | 9             |
| Club de Deportes Antofagasta                  | Antofagasta  | Região de Antofagasta            | Terceiro Lugar (Hexagonal)                                           | Estádio Regional de Antofagasta          | 26.339     | 1 (1968)                     | 26            |
| Club Provincial Curicó Unido                  | Curicó       | Região de Maule                  | Quarto Lugar (Hexagonal)                                             | Estádio La Granja                        | 8.000      | 1 (2008)                     | 21            |
| Club Social de Deportes Rangers               | Talca        | Região de Maule                  | Décimo Lugar                                                         | Estádio Fiscal de Talca                  | 8.324      | 3 (1988, 1993 1997 Apertura) | 17            |
| Club Deportivo Unión Temuco                   | Temuco       | Região de Araucanía              | Quinto Lugar (Hexagonal)                                             | Estádio Municipal Germán Becker          | 20.930     | 0 (não possui)               | 2             |
| Club Deportivo San Luis                       | Quillota     | Região de Valparaíso             | Rebaixado do Campeonato Chileno de Futebol de 2010                   | Estádio Municipal Lucio Fariña Fernández | 7.500      | 3 (1955, 1958, 1980)         | 29            |
| Corporación Deportiva Everton de Viña del Mar | Viña del Mar | Região de Valparaíso             | Rebaixado do Campeonato Chileno de Futebol de 2010                   | Estádio Sausalito                        | 25.000     | 1 (2003)                     | 12            |
| Club Deportivo Magallanes                     | Maipú        | Região Metropolitana de Santiago | Acesso pelo Campeonato Chileno de Futebol de 2010 - Terceira Divisão | Estádio Santiago Bueras                  | 4.000      | 0 (não possui)               | 25            |

## Campeão
| Campeão Chileno Segunda Divisão 2011                           |
| -------------------------------------------------------------- |
| Club de Deportes Antofagasta (Antofagasta) (2º título) Campeão |